# Imran Bunjaku
Imran Bunjaku (ur. 18 października 1992 w Zurychu) – kosowski piłkarz grający na pozycji pomocnika.

## Kariera piłkarska

### Kariera klubowa
Jest wychowankiem zespołu Grasshopper Zurych. Pierwszy raz w barwach drugiej drużyny wystąpił w 2010 roku. Rozegrał w sumie 61 spotkań. W tym czasie zagrał także pięć razy w pierwszym zespole. W 2014 roku przeniósł się do FC Schaffhausen.

### Kariera reprezentacyjna
Urodził się w Szwajcarii w albańskiej rodzinie pochodzącej z Kosowa. Mógł grać dla każdej z tych reprezentacji. W marcu 2011 przyjął propozycję gry dla młodzieżowej reprezentacji Albanii na turnieju towarzyskim w Słowenii.
Oficjalnie uzyskał obywatelstwo albańskie 26 sierpnia 2011 roku wraz z kolegą z zespołu Mërgimem Brahimim. To pozwoliło mu rywalizować w kwalifikacjach do mistrzostw Europy U-21.
W roku 2014 po raz pierwszy zagrał dla reprezentacji Kosowa.